# Gambrinus Live
Gambrinus Live! je živé dvojalbum skupiny Arakain, nahrané na koncertě 10.6.1999 v Brně.
Na prvním CD je 14 koncertních písniček, na druhém pak 3 a navíc 2 bonusové studiové skladby.

## Seznam skladeb
CD1
1. A zvony zvoní - 04:54
2. Antikrist - 05:37
3. Kyborg - 04:28
4. Zapomeň - 05:34
5. Kolonie termitů - 04:36
6. Princess - 04:17
7. Jsem trochu jako - 04:11
8. Já nejsem já - 05:13
9. Promiňte slečno - 03:32
10. Trip - 04:54
11. Hlas krve - 05:43
12. S.O.S - 03:32
13. Amadeus - 04:37
14. Gladiátor - 05:08

CD2
1. Slečna Závist - 06:30
2. Proč? - 05:50
3. Apage Satanas - 04:20
4. Markétka - 04:44
5. Víc už nehledám - 04:44